# Antífrasis
La antífrasis (del griego: ἀντίφρασις, ‘decir lo contrario’) es una figura retórica que consiste en dar a un objeto o persona un nombre que indica cualidades contrarias a las que realmente posee, por ironía, humor o conveniencia. Así, en griego antiguo se llamaba γλυκάδιον, ‘dulcecito’, al vinagre, y el cantante afrocubano Ignacio Jacinto Villa se hizo famoso con el nombre artístico de Bola de Nieve. Del mismo modo, al rey Ptolomeo IV se le llamó Filopátor (‘que ama a su padre’) porque, según algunos historiadores, hizo envenenar a su padre, Ptolomeo III, y a Ptolomeo VI se le conoce como Filométor (‘que ama a su madre’) porque odiaba a su madre, Cleopatra.
La antífrasis obedece a veces a un propósito apotropaico  y eufemístico: así, los griegos llamaban Euménides (‘Bien dispuestas’) a las Erinias y los romanos Manes (‘Buenos’) a los espíritus malignos de los difuntos.